# عصر هسته‌ای

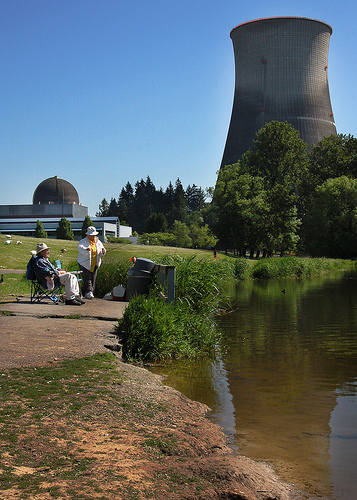
یک نیروگاه هسته ای اولیه که از انرژی اتمی برای تولید برق استفاده می کرد

عصر هسته‌ای (انگلیسی: Atomic Age) اشاره به دورانی در تاریخ دارد که اولین انفجار جنگ‌افزار هسته‌ای در آزمایش ترینیتی در نیو مکزیکو در شانزدهم ژوئیه ۱۹۴۵ در طول جنگ جهانی دوم روی می‌دهد.